# Партія національного братства
Партія національного братства  ( араб. حزب الاخاء الوطني, трансліт. Hizb al-Ikha al-Watani,HIW або ПНБ) — іракська політична партія, сформована в 1930 – 1931 роках Ясіном аль-Хашімі, Наджі аль-Сувейді та Рашидом Алі аль-Гілані у Королівсті Ірак .
Партія була спрямована на Панарабізм з сильним уклоном у націоналізм, вона стала асоціюватися з опозицією до Британської імперії .
Він домінував в іракських урядах від моменту свого заснування до Іракського перевороту 1936 року .

## Історична довідка

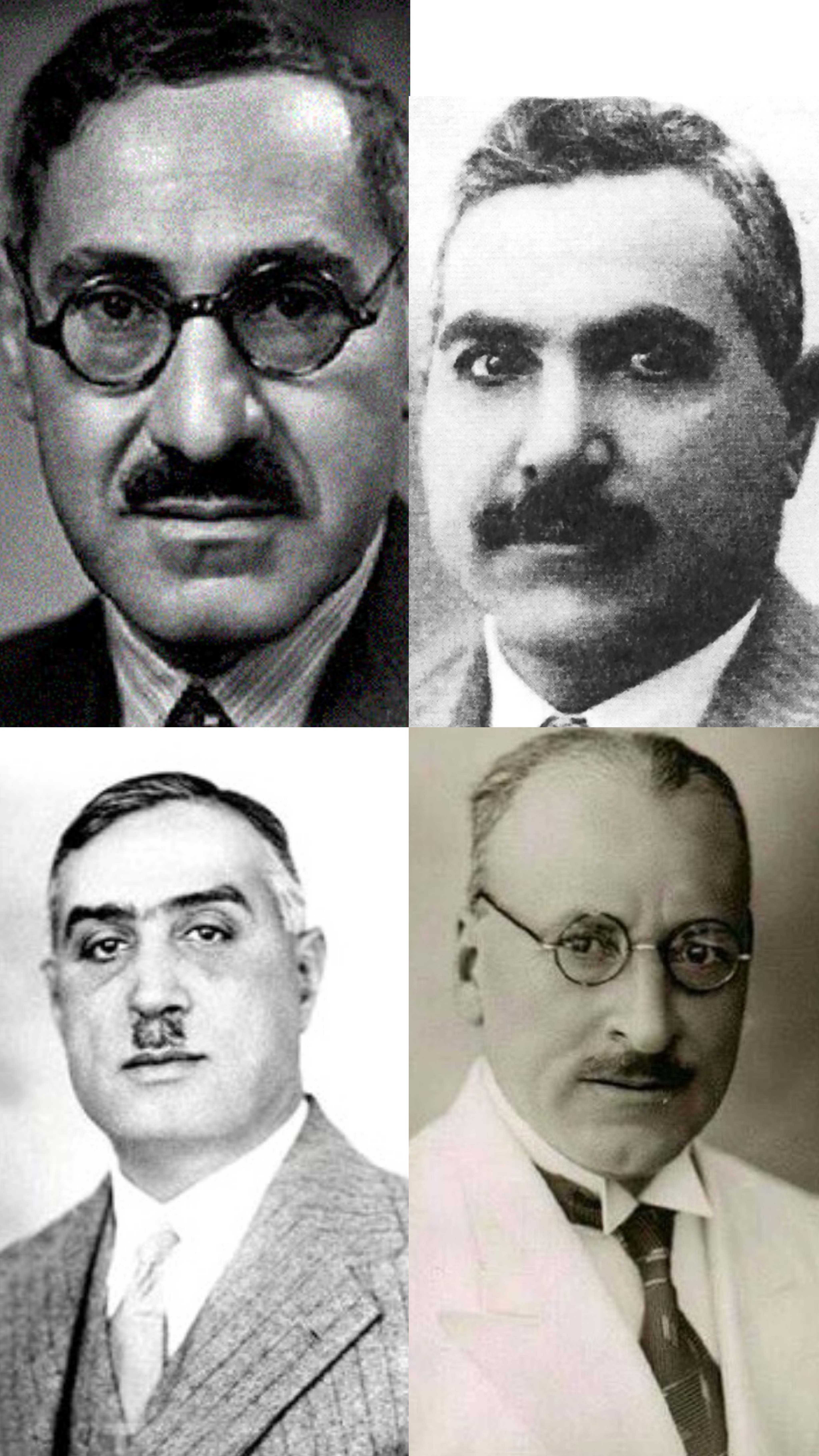
Головні лідери HIW (за годинниковою стрілкою зверху ліворуч): Рашид Алі аль-Гіллані (угорі ліворуч), Ясін аль-Хашимі (угорі праворуч), Наджі аль-Сувайді (внизу праворуч) та Хікмет Сулейман (внизу ліворуч).

ПНБ була сформована десь між 1930 і 1931 роками ,шляхом злиття Націоналістичних та Народних партій та інших однодумних націоналістичних арабських груп.  Там зібралися опоненти тодішнього про британського прем'єр-міністра Нурі-паші аль-Саїда, який уклав англо-іракський договір 1930 року угода між Королівством Ірак і Британською імперією, яка формально забезпечувала незалежність Іраку та відкривала шлях до вступу в Лігу Націй , але фактично закріплювала значний британський вплив, зокрема військову присутність і контроль над зовнішньою політикою країни . 
Нова партія невдовзі отримала підтримку Джаміят Ашаб ас-Сана (Товариства ремісників), найбільшої профспілки в Іраку . 
Партія провела свої перші збори в Багдаді в березні того ж року, залучивши 2000 послідовників на мітинг, де вони закликали до нового уряду та перегляду відносин між Іраком та Сполученим Королівством . 
Щоб продемонструвати свою важливість, партія організувала страйки в липні,майже по всій країні, хоча за цим кроком не було жодного прямого політичного мотиву, окрім демонстрації підтримки ПНБ . 
Партія уклала пакт з Націоналістичною партією в 1932 році та використала це, щоб отримати вплив в іракському парламенті.  Забезпечивши собі цей вплив, вони змусили уряд Наджі Шауката усунути і невдовзі створили уряд ПНБ, незважаючи на те, що більшість палати була обрана за анти-ПНБ квитками .
Однак початковий уряд проіснував недовго, оскільки радники, близькі до нового короля Іраку Газі I,його переконували, що уряд (ПНБ) відповідальний за племінні заворушення.Таким чином, уряд було усунено, а аль-Гіллані та його права рука Ясін-паша мали бути виключені з майбутніх урядів .Це залишалося актуальним і для майбутніх адміністрацій ПНБ, хоча аль-Гіллані повернувся на найвищу посаду після смерті короля Газі .

## Уряди
За часів Королівства Ірак ця партія п'ять разів ставила на посаду прем'єр-міністра зі своєї партії.Ці уряди, визначені як Партія національного братерства, були:
- Рашид Алі аль-Гайлані, 20 березня 1933 – 9 листопада 1933
- Ясін аль-Хашімі, 17 березня 1935 – 30 жовтня 1936 (у партнерстві з військовими)
- Хікмет Сулейман, 30 жовтня 1936 р. – 17 серпня 1937 р.
- Рашид Алі аль-Гайлані, 31 березня 1940 – 3 лютого 1941
- Рашид Алі аль-Гайлані, 13 квітня 1941 р. – 30 травня 1941 р.